# Wiedersberg
Wiedersberg ist ein Ortsteil der Gemeinde Triebel/Vogtl. im Vogtlandkreis in Sachsen.

## Geographie
Der Ort zwischen Plauen und Hof/Saale im sächsischen Vogtland liegt nahe der Grenze zu Bayern im Tal des Feilebaches, der kurz hinter Wiedersberg sich markant in der Richtung ändert. Wiedersberg gehört nach der Naturraumkarte von Sachsen zur Mesogeochore „Oberes mittelvogtländisches Kuppenland“ und zu der Mikrogeochore „Feilbach-Tal“.

## Geschichte
Die Gründung von Wiedersberg hängt vermutlich eng mit der Lage an der alten Reichsstraße Via Imperii (B 173) zusammen. Es gilt als wahrscheinlich, dass die Burg Wiedersberg zur Sicherung dieser Straße errichtet wurde. Mit einem „Reimboto de Widersberch“ trat der Ort 1267 erstmals urkundlich in Erscheinung. Was zur Zerstörung der Burg führte, ist unklar. Die Hussitenkriege und der Dreißigjährige Krieg könnten dafür in Frage kommen, denn sie richteten in der Gegend schwere Verwüstungen an. Der Anführer der berühmt-berüchtigten Holkschen Reiter, Heinrich von Holk, fand 1633 im Wiedersberger Vorwerk Troschenreuth den Tod. 1503 kaufte Hans von Machwitz zu Wiedersbergk von Heinrich dem Älteren von Schleiz und Greiz die Pflege (Herrschaft) und Burg Reichenfels bei Hohenleuben.
Die evangelische Michaeliskirche von Wiedersberg war ursprünglich eine Tochterkirche von St. Lorenz in Hof. Da damit von Hof Kirchen- und Lehnsrechte einhergingen, Wiedersberg landeshoheitlich aber zu Sachsen gehörte, war sie über die Jahrhunderte bis 1848 eine Streitpfarre. Die Orte Heinersgrün mit der Kapelle St. Klara, Troschenreuth und Ramoldsreuth waren unter anderem nach Wiedersberg gepfarrt. Wiedersberg gehörte bis ins 19. Jahrhundert zum Amt Voigtsberg.
Am 1. Juli 1950 wurde die Gemeinde Troschenreuth eingegliedert.
Nach dem Zweiten Weltkrieg wurde der Ort mehr und mehr von der Nähe zur innerdeutschen Grenze beeinträchtigt. Von 1952 bis 1960 wurde in Wiedersberg noch bergmännisch Flussspat abgebaut, danach geriet der Ort in die 5-km-Sperrzone und war nur noch mit Passierschein zu erreichen. Der gesamte Ortsteil Troschenreuth und die Häuser auf der sächsischen Seite von Ullitz wurden durch die Grenztruppen der DDR zerstört. Das Herrenhaus verfiel und wurde bis auf einen Treppenturm abgebrochen.

## Verkehr
Unmittelbar nördlich am Ort führt die Bundesstraße 173 vorbei. Auch die Bundesautobahn 93 ist auf bayerischer Seite sehr nah. Der Ort ist mit der vertakteten RufBus-Linie 54 des Verkehrsverbunds Vogtland an Oelsnitz angebunden. 

## Sankt Michaeliskirche
Auch die Kirche sollte im Rahmen einer Übung der Zivilverteidigung gesprengt werden. Dank der Wende entging sie diesem Schicksal knapp. Mit Engagement des Dorfklubs Wiedersberg unter seinem früheren Leiter Kurt Geipel wurde sie gerettet und saniert. Seitdem werden in der Kirche wieder evangelische Gottesdienste gefeiert. In der Kirche steht eine ältere elektronische Kirchenorgel der Firma Ahlborn, die ihr als Geschenk vermacht wurde. Demnächst wird auch der als Leihgabe ausgelagerte Altar wieder einziehen.
Außerdem wird die Kirche für Kulturveranstaltungen, wie die Hubertusmesse genutzt. Die Kirchen von Heinersgrün und Wiedersberg gehören zur Dreieingkeits-Kirchengemeinde Bobenneukirchen.

## Sehenswertes
- Burg Wiedersberg
- Michaeliskirche

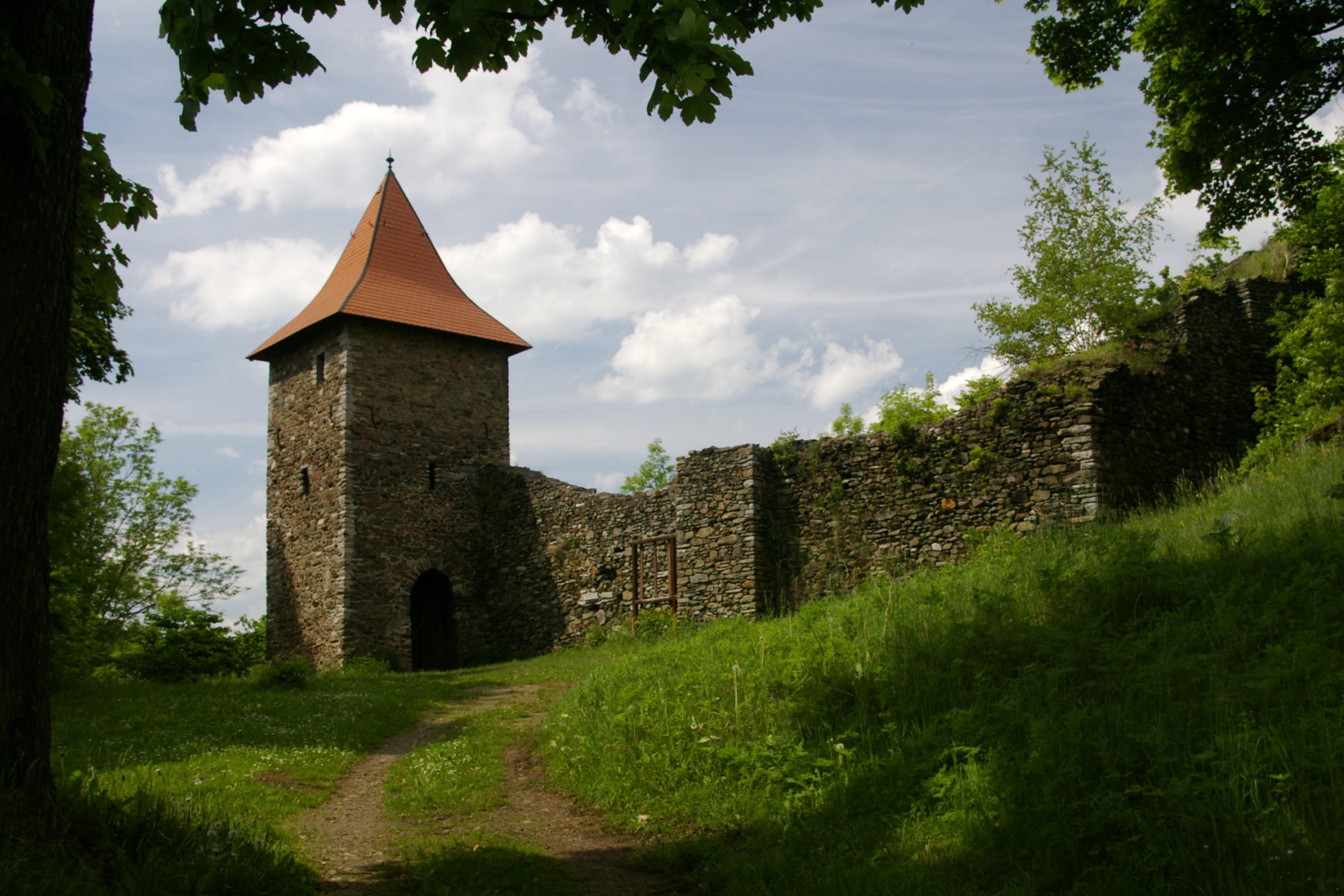
Burgruine Wiedersberg

- Eckturm des Herrenhauses vom ehemaligen Rittergut